# Libanon az 1980. évi téli olimpiai játékokon
Libanon az egyesült államokbeli Lake Placidben megrendezett 1980. évi téli olimpiai játékok egyik részt vevő nemzete volt. Az országot az olimpián 1 sportágban 3 sportoló képviselte, akik érmet nem szereztek.

## Alpesisí
Férfi
| Versenyző    | Versenyszám      | 1. futam       | 1. futam       | 2. futam | 2. futam | Összesítés    | Összesítés    |
| Versenyző    | Versenyszám      | Idő            | Hely.          | Idő      | Hely.    | Idő           | Helyezés      |
| ------------ | ---------------- | -------------- | -------------- | -------- | -------- | ------------- | ------------- |
| Naji Heneine | Műlesiklás       | 1:07,87        | 38.            | 1:18,52  | 35.      | 2:26,39       | 35.           |
| Naji Heneine | Óriás-műlesiklás | 1:35,59        | 56.            | 2:01,88  | 54.      | 3:37,47       | 53.           |
| Sami Rebez   | Műlesiklás       | idő nem ismert | idő nem ismert | kiesett  | kiesett  | nem ért célba | nem ért célba |
| Sami Rebez   | Óriás-műlesiklás | nem ért célba  | nem ért célba  | kiesett  | kiesett  | kiesett       | kiesett       |

Női
| Versenyző     | Versenyszám      | 1. futam | 1. futam | 2. futam | 2. futam | Összesítés | Összesítés |
| Versenyző     | Versenyszám      | Idő      | Hely.    | Idő      | Hely.    | Idő        | Helyezés   |
| ------------- | ---------------- | -------- | -------- | -------- | -------- | ---------- | ---------- |
| Farída Rahmed | Lesiklás         |          |          |          |          | 2:42,88    | 27.        |
| Farída Rahmed | Műlesiklás       | 1:22,47  | 25.      | 1:06,01  | 19.      | 2:28,48    | 19.        |
| Farída Rahmed | Óriás-műlesiklás | 1:40,50  | 41.      | 1:58,99  | 34.      | 3:39,49    | 34.        |